# Striptease (filme)
Striptease (prt/bra: Striptease) é um filme estadunidense de 1996, dos gêneros comédia dramática, suspense e policial, escrito e dirigido por Andrew Bergman, com roteiro baseado no romance Strip Tease, de Carl Hiaasen.
O filme é apontado como responsável por afundar a carreira de Demi Moore em Hollywood.

## Sinopse
Erin (Demi Moore), secretária no FBI, perde o emprego que, por causa dos golpes do ex-marido e começa a trabalhar como stripper para reaver a guarda da filha, mas tem de enfrentar um congressista tarado, políticos corruptos e ainda o ex-marido.

## Elenco
- Demi Moore como Erin Grant
- Armand Assante como o tenente Al Garcia
- Ving Rhames como Shad
- Robert Patrick como Darrell Grant
- Burt Reynolds como o congressista David Dilbeck
- Siobhan Fallon Hogan como Rita Grant
- Rumer Willis como Angela Grant
- Paul Guilfoyle como Malcolm Moldovsky
- Jerry Grayson como Orly
- Robert Stanton como Erb Crandal
- William Hill como Jerry Killian
- Stuart Pankin como Alan Mordecai
- PaSean Wilson como Sabrina Hepburn
- Dina Spybey como Monique, Jr.
- Barbara Alyn Woods como Lorelei
- Pandora Peaks como Urbana Sprawl
- Kimberly Flynn como Ariel Sharon
- Rena Riffel como Tiffany

## Produção
A Castle Rock Entertainment produziu Striptease. O filme é baseado no romance Strip Tease do escritor Carl Hiaasen. Foi publicado em 1993 e foi um best-seller. O roteiro em si foi escrito por Andrew Bergman, que também dirigiu. De acordo com um crítico, o enredo do romance é "muito seguido fielmente" pelo roteiro, mas ao trazer a história complicada para a tela, "Bergman se esquece de explicar de uma forma convincente o que uma garota bonita como Erin - inteligente, corajosa e uma ex-funcionária do FBI - está fazendo em um lixão chamado Eager Beaver".
A preocupação de que o final do filme não foi cômico o suficiente, resultou em regravações e refilmagens, causando um atraso de um mês. Parte dessas preocupações foram devido a exibições testes, onde o público se opôs a uma cena onde Dilbeck se torna violento. Mais tarde, sessões de testes também tiveram menos reações favoráveis.

### Elenco

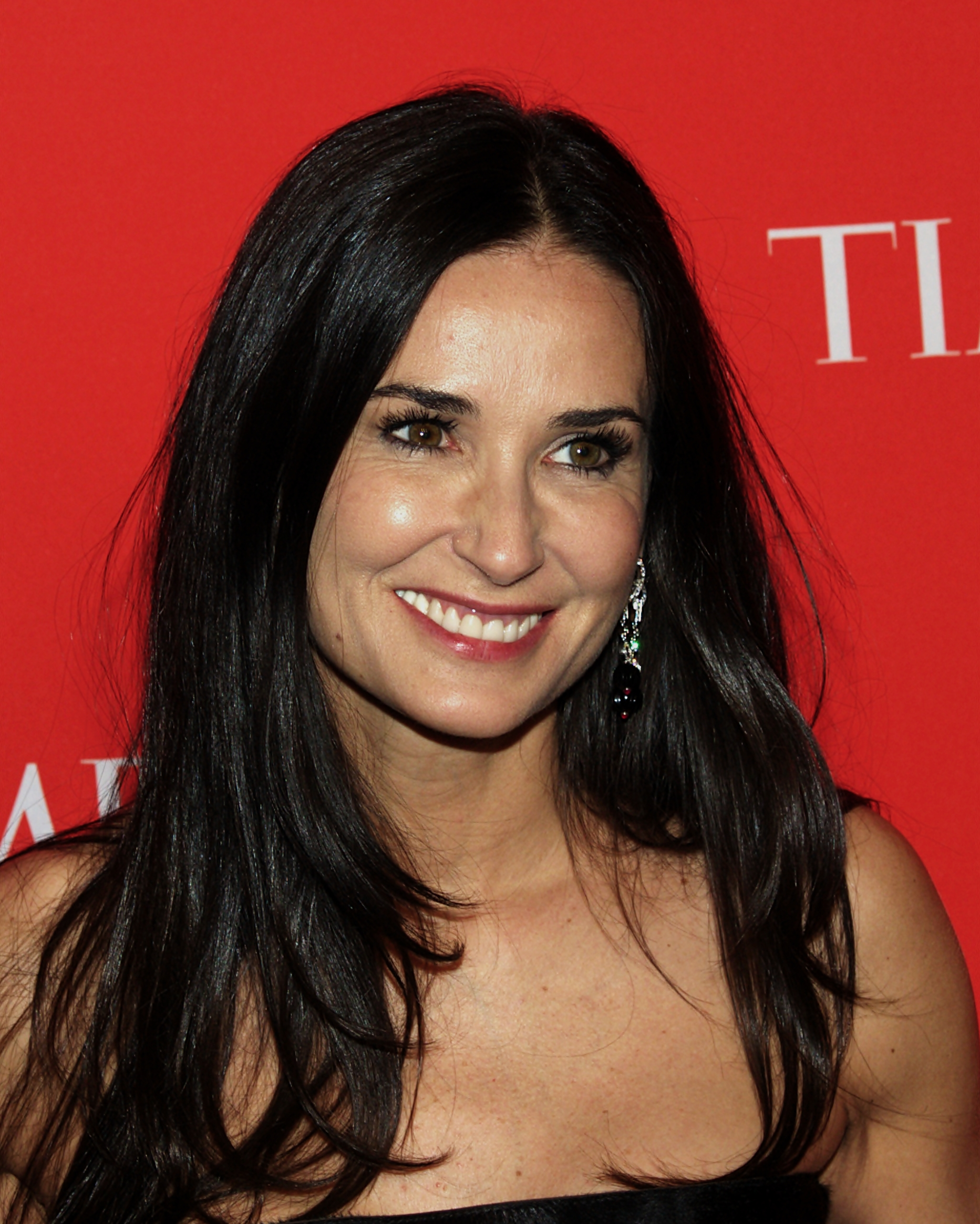
Demi Moore interpreta Erin Grant e recebeu um salário recorde para o filme.

Moore interpretou a principal personagem feminina, Erin Grant. Para o filme, ela recebeu $12,5 milhões, que era na época um recorde para uma atriz. Para se preparar para seu papel, Moore visitou clubes de strip em Nova York, Califórnia e Flórida, encontrou-se inclusive com strippers. Moore realmente fez danças de topless em partes do filme, embora esta foi a sexta vez que ela mostrou os seios em um filme. Ela também leu o romance, exercitando e praticando yoga. Moore foi apresentada no elenco antes de outros membros importantes do elenco serem apresentados, criando algum interesse no projeto. Na primeira tentativa de filmar a cena de striptease de Moore, duzentos atores foram usados para retratar o público. Embora seus salários fossem pequenos, muitos aceitaram o papel para ver Moore nua. Depois de esperarem por um tempo, quando Moore finalmente apareceu e começou a dançar, a multidão ficou tão barulhenta e selvagem, que a filmagem teve que ser temporariamente interrompida. Como Moore disse: "Depois da minha experiência, eu me senti muito confiante".
O elenco incluiu algumas strippers notáveis do mundo real como Pandora Peaks. Rhames interpreta um segurança chamado Shad. Os cineastas, na tentativa de encontrarem atores para o papel de Shad, procuravam por alguém "pelo menos 1,80 m e fisicamente enorme...qualquer etnia". (Rhames é afro-americano). Reynolds interpreta o congressista Dilbeck, e ele baseou sua atuação nos políticos que ele conheceu em sua infância, através de seu pai, um chefe de polícia. Reynolds não era um ator que os cineastas originalmente tinham em mente para o papel, antes de Reynolds, a Castle Rock queria Rob Reiner, que viajou para Miami para fazer um teste. Ele aceitou um salário mais baixo do que o que ele havia feito em sua carreira anteriormente. A própria filha de Moore, Rumer Willis, interpretou Angela, a filha de Erin. Como Moore explicou, "ela [Willis] queria tanto" que Moore pediu que Willis fosse considerada para o papel. Na realidade, era necessário que Willis estivesse presente na cena em que Moore dançasse com topless, em que Angela vê Erin dançando. No entanto, Moore disse que isso era aceitável, como ela explicou, "Nós não nos envergonhamos do corpo, nós encorajamos o corpo como algo belo e natural, e os meus filhos tomam banho comigo, e eu ando nua".

## Trilha sonora
| Striptease: Music From The Motion Picture Soundtrack |                                                              |         |  |
| N.º                                                  | Título                                                       | Duração |  |
| 1.                                                   | "Gimme Some Lovin' (Spencer Davis Group)"                    | 2:58    |  |
| 2.                                                   | "Get Outta My Dreams, Get into My Car (Billy Ocean)"         | 5:33    |  |
| 3.                                                   | "The Tide Is High (Blondie)"                                 | 4:42    |  |
| 4.                                                   | "Expressway to Your Heart (The Soul Survivors)"              | 2:16    |  |
| 5.                                                   | "Green Onions (Booker T. and the MGs)"                       | 2:51    |  |
| 6.                                                   | "Love Child (Halaila)"                                       | 3:18    |  |
| 7.                                                   | "I Live for You (Chynna Phillips)"                           | 3:45    |  |
| 8.                                                   | "You've Really Got a Hold on Me (The Miracles)"              | 2:59    |  |
| 9.                                                   | "Mony Mony (Billy Idol)"                                     | 5:03    |  |
| 10.                                                  | "If I Was Your Girlfriend (Prince)"                          | 3:46    |  |
| 11.                                                  | "I Hate Myself for Loving You (Joan Jett & The Blackhearts)" | 4:12    |  |
| 12.                                                  | "Sweet Dreams (Are Made of This) (Eurythmics)"               | 3:36    |  |
| 13.                                                  | "Return to Me (Dean Martin)"                                 | 2:24    |  |

## Lançamento
Striptease foi distribuído pela Sony e foi lançado definitivamente nos Estados Unidos em 28 de junho de 1996, depois de uma premiere em Nova York em 23 de junho. Foi lançado na Austrália, França e Alemanha, em agosto, e Argentina, Itália, Bolívia, África do Sul, Reino Unido, Brasil e Japão, em setembro.
A nudez foi fortemente enfatizada nos anúncios. A Motion Picture Association of America levantou preocupações a respeito dos cartazes, porque revelavam muito do corpo nu de Moore. Um funcionário da Castle Rock argumentou: "Há anúncios de perfumes mais picantes".
Um filme do ano anterior sobre dançarinas nuas, Showgirls, que havia recebido críticas, fez com que os cineastas temessem que o público pré-julgasse Striptease por essa base. Para evitar qualquer associação, foram criados anúncios para fazer com que Striptease tivesse um aspecto mais cômico do que Showgirls, que foi um drama. Além desse assunto, Striptease e Showgirls tinham duas conexões notáveis. A coreografia nesses filmes foi feita pela mesma pessoa, Marguerite Derricks. Ambas as performances caracterizadas também por Rena Riffel, que interpreta uma dançarina em cada um dos filmes. Para promover o filme, Moore apareceu no Late Show with David Letterman e num especial sobre Barbara Walters. Em ambos os casos, ela dança, ou de outro modo, exibindo seu corpo.
Em 1997, o filme foi lançado nos cinemas portugueses, com sucesso. A RTP estreou o filme na sessão "Lotação Esgotada" em 1997, e recentemente, no sábado, dia 17 de janeiro de 2015, a RTP1 reexibiu o filme às 22 horas e 56 minutos.
Foi exibido na televisão aberta brasileira, pela primeira vez, em 2 de maio de 2000, na sessão Cine Espetacular do SBT. Na ocasião, o SBT montou toda uma estratégia para lançar o filme, a começar com Luiza Ambiel ao vivo em um biombo no Programa do Ratinho fazendo - ou ameaçando fazer - um striptease. A audiência foi uma das maiores já registradas por filmes fora da Rede Globo na história. Striptease teve 32 pontos de média com pico de 38 contra 12 da Globo na medição do Ibope. Cada ponto corresponde a 80 mil espectadores com televisores ligados na Grande São Paulo. No horário, na disputa programa-a-programa, o SBT levou vantagem durante todo o tempo e venceu os globais Casseta & Planeta, por 33 a 19, Muvuca, por 33 a 14, Jornal da Globo, por 22 a 9, e Programa do Jô, por 31 a 09.

## Recepção

### Críticas
Striptease recebeu críticas geralmente negativas por parte dos críticos de cinema. Roger Ebert, do Chicago Sun-Times elogiou alguns dos personagens, mas acabou por concluir que o filme falhou porque "todos os personagens são hilariantes, exceto o de Demi Moore". Ele sentiu o drama em torno da personagem principal "joga uma toalha molhada sobre o resto da festa". Ebert também notou que a nudez não era muito sexy. Leonard Maltin foi mais duro, escrevendo em seu livro que o filme era muito deprimente, e que "não é engraçado o suficiente, ou dramático o suficiente, ou sexy o suficiente, ou ruim o suficiente, para se qualificar como entretenimento em qualquer categoria". Barbara Cramer concordou com Ebert em relação a personagem de Moore ter sido escrita muito dramaticamente, em comparação com os outros personagens, e que o filme era previsível e iria ter mais atenção por parte dos "estudantes de pós-puberdade ou voyeurs de armário". No entanto, Cramer também citou Reynolds como "o seu melhor papel em anos", e que Rhames "vale o preço do ingresso". Brian D. Johnson de Maclean's, que achava que a atuação de Moore fosse terrível, previu que apesar do sucesso financeiro de Moore, sua carreira dependia do sucesso deste filme, e dizendo que o filme era "brega, pretensioso e chato". Este crítico descreveu Striptease como a indicação da vaidade de Moore. Dave Ansen da Newsweek, compartilhava a visão de Ebert com a personagem de Moore, também afirmou que Striptease falhou como um drama, porque não tinha mistério, revelando a identidade de seus vilões antecipadamente. Além disso, o "ângulo da donzela em perigo gera tensão zero". Striptease detém atualmente uma classificação de 11% no Rotten Tomatoes com base em 35 comentários.

### Prêmios
O filme recebeu sete indicações ao Framboesa de Ouro e ganhou seis, ou seja, para Pior Filme, Pior Diretor, Pior Roteiro, Pior Atriz, Pior Canção Original ("(Pussy Pussy Pussy) Whose Kitty Cat Are You?"), e o Pior Casal na Tela. A única categoria que o filme perdeu foi Pior Ator Coadjuvante para Burt Reynolds, que passou para Marlon Brando por The Island of Dr. Moreau. Ao vencer o Framboesa de Pior Filme, Striptease derrotou The Island of Dr. Moreau, Barb Wire, The Stupids e Ed. Moore ganhou o prêmio de Pior Atriz, enquanto ela e Reynolds compartilharam o de Pior Casal na Tela.[carece de fontes?]

### Bilheteria
Striptease arrecadou $12,322,069 dólares americanos em seu primeiro fim de semana, ficando atrás de The Nutty Professor, com Eddie Murphy, Eraser, estrelado por Arnold Schwarzenegger, e do filme da Disney, O Corcunda de Notre Dame, no qual Moore expressa uma das personagens principais. Finalmente, Striptease arrecadou $33,109,743 dólares nos Estados Unidos, e no mercado interno foi o 47º filme de maior bilheteria de 1996. Ele fez $113,309,743 internacionalmente, tendo arrecadado £2,104,480 no Reino Unido e ¥102,419,500 no Japão.

### Legado
Em 1997, Striptease foi notícia novamente, quando foi mostrado numa aula da quarta série em Chicago, Illinois. O professor afirmou que os alunos escolheram o filme, atraindo críticas, já que o filme era ousado. (O violento filme de 1996, Scream, foi mostrado na mesma escola, no mesmo dia, causando mais polêmica). Em 2000, na Irlanda, alguns espectadores criticaram a Raidió Teilifís Éireann pela exibição de Striptease. Esses espectadores questionaram a adequação do filme e alguns o consideraram humilhante para as mulheres. No entanto, a estação sentiu que não era pornografia e que foi transmitido à noite.
Em 2003, a Radioactive Films usou uma cena de Striptease, com Moore nua em um vídeo chamado Hollywood's Hottest (mais quentes de Hollywood). Isso levantou uma disputa sobre se o uso da cena era qualificada como uso justo. Foi aberto uma ação judicial como consequência.